# Kněžihorské pivo
Kněžihorské je značka nefiltrovaného a nepasterizovaného piva, které vyrábí sládek Radomil Paták v domácím minipivovaru ve Bzenci-Olšovci. Pivovar byl založen 30. června 2007.
Pivovar Pod Kněží horou ve Bzenci vaří polotmavá piva z ječmenného sladu. K vaření piva používá sladovaný moravský jarní dvouřadý ječmen a Tršický chmel – moravský. V létě při příležitosti konání Slavností Přátel Kněží hory jsou vařena piva bylinková a také piva pšeničná a žitná, v zimě jsou vařena silnější tmavá piva. V roce 2011 byla o filipojakubské noci uvařena první várka bylinného piva s kotvičníkem zemním.